# Мацуда, Масао
Масао Мацуда (яп. 松田政男; 14 января 1933 — 17 марта 2020) — японский общественный и политический деятель, журналист, киновед и кинокритик. Одна из знаковых фигур левого кинематографа и контркультурной сцены Японии, разработчик «теории ландшафта» (яп. 風景論 — fūkeiron) и автор ряда книг. Был близок с Кодзи Вакамацу, Масао Адати и Мамору Сасаки, периодически участвовал в съёмках с ними. Присоединился к Коммунистической партии Японии в 1950 году, принадлежал к её радикальному крылу, однако, с началом дрейфа партии в сторону реформизма, отошёл в сторону идей «новых левых»: сплава троцкизма, анархизма и тьермондизма.

## Книги
- 『テロルの回路』(1969)
- 『薔薇と無名者 松田政男映画論集』(1970)
- 『風景の死滅』(1971; 2013)
- 『不可能性のメディア』(1973)
- 『日付のある映画論―松田政男のシネ・ダイアリー』（1979)

### В соавторстве
- 『映画はアクチュアル』（1986, соавтор Сабуро Кавамото）
- 『群論ゆきゆきて、神軍』（1988, соавтор Такетомо Такахаси）
- 『トロツキー入門』（2007, соавтор Тадаюки Цусима）